# Bloodsport
Bloodsport (Brasil: O Grande Dragão Branco / Portugal: Força Destruidora) é um filme norte-americano de artes marciais de 1988, dirigido por Newt Arnold e estrelado por Jean-Claude Van Damme, Roy Chiao, Donald Gibb e Leah Ayres. O filme é parte ficção e parte com base em alegações feitas pelo artista marcial Frank Dux. Ele vendeu bem na bilheteria, arrecadando $11,806,119 internamente com um orçamento de $1,500,000. Bloodsport era um dos primeiros filmes estrelados por Van Damme e mostrou suas habilidades atléticas. Ele realiza inúmeras proezas físicas, tais como estilo de helicóptero, salto com chutes giratórios, e uma completa espacate.

## Sinopse
Foi neste filme de Newt Arnold que o ator belga Jean-Claude Van Damme, aos seus 28 anos, deu os primeiros passos da sua carreira cinematográfica nos Estados Unidos, precisamente numa história baseada em acontecimentos verídicos. Van Damme é Frank Dux, um jovem treinado em Ninjutsu que aprendeu os rudimentos das artes marciais através dos ensinamentos do seu mestre Senzo Tanaka. E será precisamente num tributo à Senzo que Frank aceita participar do famoso, exigente, mortífero e clandestino torneio Kumite, em Hong Kong, tornando-se assim o primeiro ocidental a ganhar aquela competição.

## Elenco
- Jean-Claude Van Damme como Frank Dux
- Donald Gibb como Ray Jackson
- Leah Ayres como Janice Kent
- Bolo Yeung como Chong Li
- Forest Whitaker como Rawlins
- Norman Burton como Helman
- Roy Chiao como Senzo Tanaka
- Michel Qissi como Suan Paredes
- John Foster como Gustafson
- Philip Chan comos Inspetor Chen

## Produção
O verdadeiro Frank Dux trabalhou como coordenador das lutas no filme. Entre 1975 e 1980 ele participou de 329 lutas, sem ter sido derrotado. Quando Jean-Claude Van Damme foi contratado, Frank Dux disse que ele não estava na forma adequada para o papel. Desta forma o colocou em um programa de treinamentos de três meses, classificado pelo ator como "o treinamento mais difícil de sua vida". Frank Dux afirmou não ser muito fã das habilidades de Van Damme: “ele é um lutador OK e um grande exibicionista. Ele queria um papel no filme e estava ansioso. Ele quase deslocou seu ombro tentando fazer algo que não sabia. Eu o treinava três vezes por semana e o ensinei a lutar nos filmes. Aprendemos juntos a deixá-lo bem nas telas".
Frank Dux narra uma cena de bastidores onde brigou de verdade com Jean-Claude Van Damme: "estávamos ambos malucos. Eu falei pra ele me encontrar no topo do Hotel Victoria que eu o mostraria quem era o campeão. Falei para lutarmos em uma plataforma que não tinha mais que 40 cm de largura, a 60 andares de altura. Eu dei um chute giratório e encarei ele. ‘Frank, você é louco’, ele disse. Depois disso fomos jantar e ele nunca mais levantou a voz para mim. Mesmo quando eu o levei ao tribunal".
Mesmo após o término das filmagens, Bloodsport corria o risco de jamais ser lançado. Foi o próprio Jean-Claude Van Damme quem ajudou na edição, sem ser creditado pela função. Van Damme sempre levava seu cão, Buffy, ao set de filmagem. Posteriormente, Frank Dux diz que não assiste ao filme. "Para mim é só uma memória. Fico orgulhoso". Frank Dux admitiu que não conheceu seu mestre ao invadir sua casa, como conta o filme. “Isso foi o roteirista tomando liberdade na história. Quase entrei na Justiça por causa disso. Foi desrespeitoso”. Mas a cena onde Van Damme fica cego durante a luta teria acontecido de verdade, segundo Dux: "quando você está em uma situação desesperada como esta, você precisa encontrar seu nirvana para entrar na luta novamente".
Na luta contra Pumola, quando Van Damme o atinge na área genital, Dux explica que na realidade o soco era na bexiga: "Ficou parecendo isso por causa do ângulo". O lutador Dux diz que parte de seu sucesso como lutador se deu em função de um problema físico. Quando era pequeno, teria nascido com os pés tortos e usado aparelhos para correção. “Isso me acostumou com a dor”. Segundo Frank Dux, não havia nenhum dublê no filme: “não estávamos pagando por nenhum dublê. Quando fizemos o casting, não era necessário saber artes marciais, mas todos tinham que aprender a levar um soco. Muitos dos caras eram especialistas em dança”.
O jogo de luta que Jean-Claude Van Damme e Donald Gibb competem é o jogo de arcade Karate Champ. A maioria das falas de Bolo Yeung é idêntica às de Bruce Lee em Operação Dragão (1973), onde Yeung também aparece.
Paulo Tocha, intérprete do lutador de Muay Thai chamado Paco, posteriormente se tornou campeão da luta.
O Dim mak, ou toque da morte é um movimento lendário no folclore das artes marciais chinesas, foi utilizado de forma fictícia por Jean-Claude Van Damme no filme. O Dim mak é um ataque sob pressão onde o agressor acerta rapidamente e várias vezes diversas partes do corpo da vítima. Sua aplicação resultaria em espasmos e paralisia muscular, vários ossos quebrados e poderia levar à morte. A personagem Raposa de Jade, interpretada por Cheng Pei-pei em O Tigre e o Dragão (2000), aplica este golpe.

## Trilha sonora
A trilha sonora de Bloodsport foi composta por Paul Hertzog, que também compôs outro filme de Jean-Claude Van Damme intitulado Kickboxer. A trilha sonora contém as canções "Fight to Survive" e "On My Own", ambas realizadas por Stan Bush. Canções de Bush são substituídos na trilha sonora com versões alternativas cantadas por Paul Delph, que foi nomeado para um Grammy para este trabalho. O filme toca a música "Steal the Night" de Michael Bishop durante uma cena em que Dux enfrenta Helmer e Rawlins. A canção não foi liberada até meados dos anos 2000, como um único contendo uma versão vocal e instrumental. Em 26 de junho de 2007, Perseverance Records lançou uma edição limitada do CD da trilha sonora, incluindo, pela primeira vez, as versões originais das canções de Stan Bush do filme.

## Lançamento
Bloodsport foi lançado na Região 1 de DVD pela Warner Home Video em 1 de outubro de 2002. e mais tarde foi lançado em Blu-ray, como uma sessão dupla com Timecop. O filme mostrou-se bastante rentável, atraindo $11.7 milhões para os EUA de bilheteria.

## Recepção da crítica
Bloodsport tem recepção mista por parte da crítica especializada. Possui tomatometer de 33% em base de 18 críticas no Rotten Tomatoes, a média foi de 4.3/10. Tem 76% de aprovação, por parte da audiência, usada para calcular a recepção do público a partir de votos dos usuários do site. Leonard Klady do Los Angeles Times, escreveu: "Hacking através da selva de clichê e reservatório de atuação ruim em Bloodsport [...] algumas partidas muito emocionantes".
Van Damme foi indicado ao Framboesa de Ouro de Pior Nova Estrela.

## Legado

### Sequências
Bloodsport foi seguido por três continuações: Bloodsport II: The Next Kumite (1996), Bloodsport III (1997) e Bloodsport 4: The Dark Kumite (1999). Eles foram liberados diretamente em vídeo, e Jean-Claude Van Damme não atua em nenhuma das sequências.

### Remake
Um remake do Bloodsport é planejado. Phillip Noyce foi anexado para dirigir um roteiro escrito por Robert Mark Kamen. Screen Daily, explica: "A história seguirá um americano que vai para o Brasil para se recuperar da violência que ele sofreu no Afeganistão que se envolve em um concurso de artes marciais". Em 24 de julho de 2013, Relativity Media vai fazer a reinicialização com James McTeigue na direção e será filmado na Austrália e Brasil.